# Megaton Shotblast
Megaton Shotblast är ett album av gruppen De Facto som kom ut 2001. Större delen av skivan är instrumental. Albumet är influerat av flera genrer, bland andra electronica, dub, reggae, och jazz.

## Låtlista
1. "Manual Dexterity" – 2:21
2. "Cordova" (Live) – 10:17
3. "El Professor Contra De Facto" – 4:59
4. "Fingertrap" – 3:13
5. "Descarga De Facto" (Live) – 8:18
6. "Mitchel Edwards Klik Enters A Dreamlike State... And It's Fucking Scandalous" – 4:27
7. "Thick Vinyl Plate" (Live) – 6:49
8. "Coaxial" – 7:15
9. "Simian Cobblestone" – 4:23
10. "Rodche Defects" – 3:57

## Musiker
- Omar Rodríguez-López - bas
- Cedric Bixler-Zavala - trummor
- Isaiah "Ikey" Owens - keyboard
- Jeremy Michael Ward - ljudeffekter
- Alberto "El Professor" Aragonez - slagverk (3, 10)
- Ralph Dominique Jasso - keys (3)
- Si McMenamin - ljudeffekter
- Eric Salas - percussion (3)
- David Lopez - trumpet (4, 10)
- Gabe Gonzalez - Piano (9)
- Angel Marcelo Rodriguez-Cheverez - sång (10)